# Bernard Foley
Pour les articles homonymes, voir Foley.

a Compétitions nationales et continentales officielles uniquement.

b Matchs officiels uniquement.
Dernière mise à jour le 22 septembre 2024.
Bernard Foley, né le 8 septembre 1989 à Sydney, est un joueur international australien de rugby à XV jouant principalement au poste de demi d'ouverture. Avec les Wallabies, surnom de l'équipe australienne, il remporte le Rugby Championship en 2015, puis s'incline la même année en finale de la coupe du monde, face à la Nouvelle-Zélande.
Surnommé Iceman, (l'homme de glace) à cause de sa capacité à inscrire des pénalités décisives, il joue avec les Kubota Spears dans le championnat japonais depuis 2020.

## Carrière

### En club
Bernard Foley fait ses débuts dans le Super 15 avec les Waratahs en 2011. Il est alors la doublure des internationaux australiens Berrick Barnes et Kurtley Beale. Grace aux blessures du premier et le départ du second, il s'impose comme le titulaire au poste de demi d'ouverture à partir de 2013. Il devient champion du Super 15 le 2 août 2014 en s'imposant avec son club en finale face aux Crusaders 33-32.
En 2020, il quitte l'Australie pour le Japon et s'engage avec les Kubota Spears.
Durant la saison 2022-2023 du Championnat du Japon, il termine meilleur réalisateur avec 173 points marqués. Il est également retenu dans l'équipe type de la saison.

### En équipe nationale
En 2009, il est sélectionné avec l'équipe nationale de rugby à sept pour disputer la saison 2009-2010, dans le cadre d'un rajeunissement de l'équipe : lors du premier tournoi de la saison à Dubaï, 8 joueurs sur 12 font leurs débuts sur le circuit mondial, dont Bernard Foley, Zack Holmes ou encore Talalelei Gray,. À l'issue de la saison, les australiens termineront à la troisième place.
Il obtient sa première cape internationale de rugby à XV le 6 octobre 2013 à l’occasion d’un match contre l'équipe d'Argentine.
Bernard Foley fait partie du groupe australien sélectionné pour participer à la Coupe du monde 2015 en Angleterre. Titulaire lors du premier match face aux Fidji, où il inscrit treize points, il est également titularisé lors du match face à l'Angleterre. Lors de cette rencontre, il inscrit 28 des 33 points de son équipe, dont deux des trois essais australiens. Cette victoire 33 à 13 élimine le pays hôte de la compétition.
En quart de finale contre l'Écosse, Foley marque la pénalité de la victoire et qualifie l'Australie pour les demi-finales. 
Bernard Foley s'illustre de nouveau lors de la finale perdue face à la Nouvelle-Zélande en inscrivant une pénalité et deux transformations.  

## Statistiques

### En équipe nationale
Au 2 novembre 2019, Bernard Foley compte 71 sélections avec les Wallabies, depuis le 5 octobre 2013 à Rosario face à l'Argentine. Il inscrit 622 points, 16 essais, 97 pénalités, un drop et 124 transformations.
Parmi ces sélections, il compte 28 matchs en Rugby Championship.
Il joue deux éditions de la coupe du monde, disputant six des sept matchs de son équipe lors de l'édition 2015, toutes en tant que titulaire, face aux Fidji, l'Angleterre, le pays de Galles, l'Écosse, l'Argentine et la Nouvelle-Zélande. Il inscrit 82 points, deux essais, seize pénalités et douze transformations.

## Palmarès

### En club
- Waratahs
  - Vainqueur du Super 15 en 2014
- Kubota Spears
  - Vainqueur du Championnat du Japon en 2023

### En équipe nationale
- Australie
  - Vainqueur du Rugby Championship en 2015
  - Finaliste de la Coupe du monde en 2015

### Distinctions personnelles
- Meilleur réalisateur du Championnat du Japon en 2023
- Membre de l'équipe type du Championnat du Japon en 2023